# Elektronischer Massenzahlungsverkehr
Der Elektronische Massenzahlungsverkehr (EMZ) ist im Bankwesen ein Gironetz für den Zahlungsverkehr zur Abwicklung nicht eilbedürftiger Zahlungen durch die Deutsche Bundesbank.
Wesentliches Kennzeichen ist die Dateiorientierung bei der Ein- und Auslieferung sowie bei der Verarbeitung. Etwa 700 Kreditinstitute und sonstige Kontoinhaber der Bundesbank nutzen den EMZ. Sie reichen pro Arbeitstag rund 9 Millionen Aufträge (im Gegenwert von 8 Milliarden Euro) ein.

## Entwicklung
Der EMZ wurde von der Bundesbank Anfang der 1970er Jahre eingeführt. Seit 2003 hat die Bundesbank das bis zu dem Zeitpunkt nationale Clearingverfahren auch für grenzüberschreitende Zahlung ins europäische Ausland geöffnet. Dies geschah durch die Anbindung an das STEP2-Verfahren. Seit 9. Januar 2006 bietet die Bundesbank einen SWIFT-Zugang für EMZ an und seit dem 26. Januar 2009 wird zusätzlich das Kommunikationsverfahren Electronic Banking Internet Communication Standard (EBICS) unterstützt.

## Transferverfahren
Ende 2010 wurden alte Transferverfahren eingestellt:
- EMZ via FTAM (File Transfer and Access Management) via ISDN (bis Ende 2010)

Aktuell gibt es zwei Übertragungswege für EMZ Daten an die Bundesbank:
- EMZ via SWIFTNet FileAct (seit 9. Januar 2006)
- EMZ via EBICS (seit 26. Januar 2009)

## Datenformat
Für den Inlandszahlungsverkehr kommt das DTAUS (Datenträgeraustauschverfahren) zum Einsatz.